# Radhabinod Pal

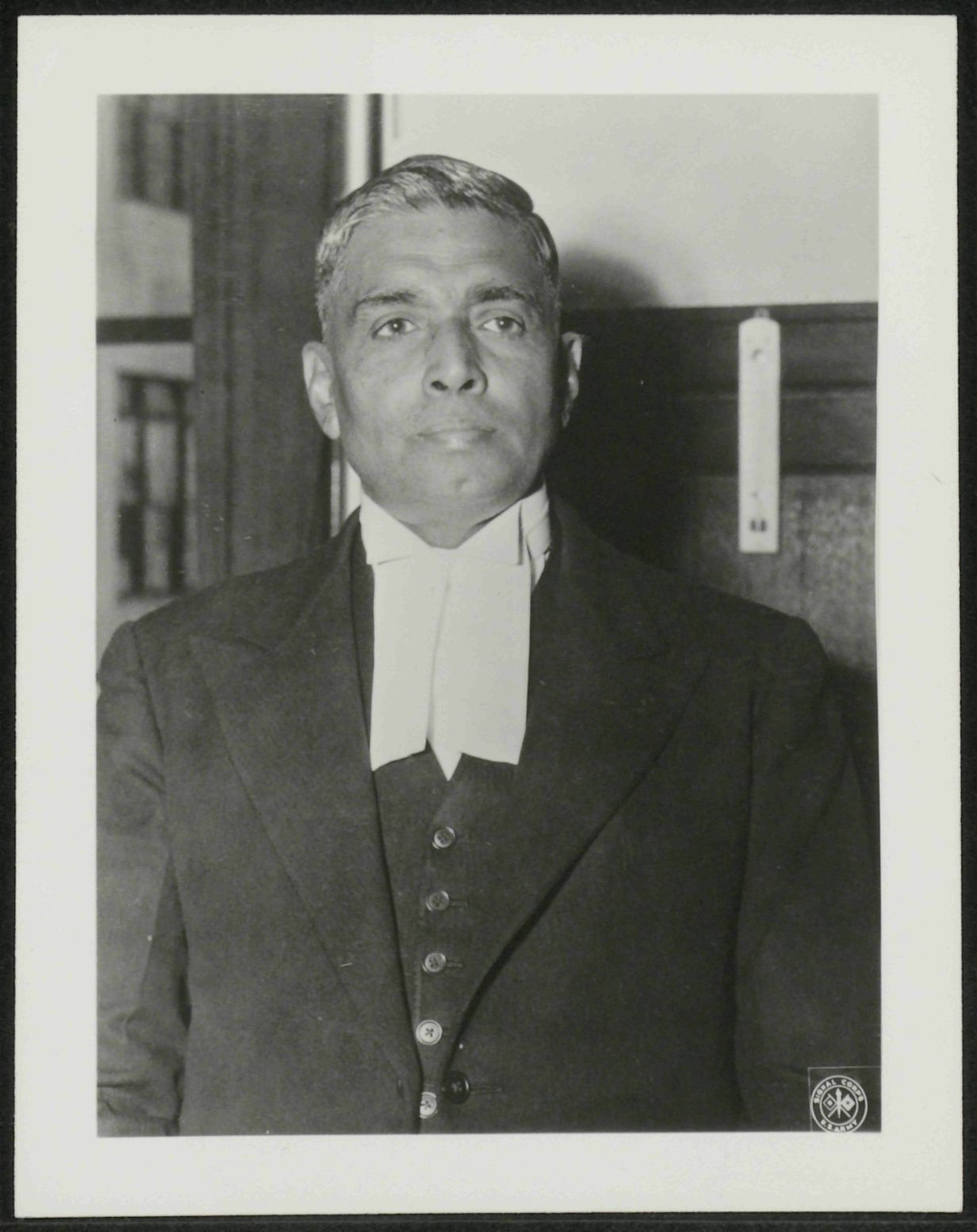
Pal während seiner Zeit in Tokio.

Radhabinod B. Pal (* 27. Januar 1886; † 10. Januar 1967) war ein indischer Rechtswissenschaftler und Richter. Er war zwischen 1946 und 1948 Vertreter Indiens (1946–47: Britisch-Indiens) bei den Tokioter Prozessen, in denen er durch seine von der Mehrheitsmeinung der Richter abweichenden Freispruchsforderung für die japanischen Angeklagten Aufsehen erregte.

## Leben
Pal, der aus einer bengalisch-ostpakistanischen Familie stammte, studierte nach dem Schulbesuch zunächst am Presidency College der University of Calcutta. Im Anschluss absolvierte er ein postgraduales Studium in Mathematik und Verfassungsrecht an der Law School der University of Calcutta.
1923 erfolgte seine Berufung zum Professor für Rechtswissenschaft an der University of Calcutta, an der er bis 1936 lehrte. 1941 wurde er zunächst Richter am Calcutta High Court, ehe er 1944 Vizepräsident der University of Calcutta wurde.
1946 wurde Radhabinod Pal als Vertreter Indiens zum Richter am Internationalen Militärgerichtshof für den Fernen Osten berufen, der für die Durchführung der Tokioter Prozesse gegen  Verantwortliche der Kaiserlich Japanischen Armee im Zweiten Weltkrieg und besonders im Pazifikkrieg zuständig war.
Dabei erreichte sein Votum besondere Aufmerksamkeit: Während bei der Verkündung am 12. November 1948 als Urteil das Mehrheitsvotum von den Richtern aus den USA, Großbritannien, der Sowjetunion, der Republik China, Kanada und Neuseeland angenommen wurde und die Richter aus den Niederlanden, Frankreich, Indien, Philippinen und Australien einzelne Minderheitsvoten veröffentlichten, wurde besonders sein Freispruchsvotum für alle Angeklagten bekannt. Pal kritisierte in seiner 1.235-seitigen Rechtsansicht, dass nur Japaner angeklagt wurden und über diese ausschließlich von ihren Gegnern gerichtet wurde, und warf den Prozessen damit Siegerjustiz vor, dass das Grundprinzip der Unschuldsvermutung nicht zur Anwendung kam, bereitwillig auch Hörensagen als Beweis akzeptiert wurde, sowie dass zum Zeitpunkt der Taten die Hauptanklagepunkte des Führens eines Angriffskrieges bzw. „Verbrechens gegen den Frieden“ nicht strafbar waren (nulla poena sine lege). Die Veröffentlichung seines Votums wurde in Japan von den Besatzungsmächten verboten.
Zwischen 1952 und 1966 war er darüber hinaus Mitglied der Völkerrechtskommission der Vereinten Nationen.
2005 wurde ihm wegen seines Freispruchsvotums ein Monument (パール博士顕彰碑, Pāru-hakase kenshōbi, dt. „Dr.-Pal-Würdigungsgedenkstein“) im Yasukuni-Schrein in Tokio errichtet.